# Liste der Kulturdenkmale in Büchel (Thüringen)
In der Liste der Kulturdenkmale in Büchel sind alle Kulturdenkmale der thüringischen Gemeinde Büchel (Landkreis Sömmerda) und ihrer Ortsteile aufgelistet (Stand: 2006).

## Legende
- Bild: zeigt ein Bild des Kulturdenkmals und gegebenenfalls einen Link zu weiteren Fotos des Kulturdenkmals im Medienarchiv Wikimedia Commons
- Bezeichnung: Name, Bezeichnung oder die Art des Kulturdenkmals
- Lage: Wenn vorhanden Straßenname und Hausnummer des Kulturdenkmals; Grundsortierung der Liste erfolgt nach dieser Adresse. Der Link Karte führt zu verschiedenen Kartendarstellungen und nennt die Koordinaten des Kulturdenkmals.
 Kartenansicht, um Koordinaten zu setzen – in dieser Kartenansicht sind Kulturdenkmale ohne Koordinaten mit einem roten bzw. orangen Marker dargestellt und können in der Karte gesetzt werden. Kulturdenkmale ohne Bild sind mit einem blauen bzw. roten Marker gekennzeichnet, Kulturdenkmale mit Bild mit einem grünen bzw. orangen Marker.
- Datierung: gibt das Jahr der Fertigstellung beziehungsweise das Datum der Erstnennung oder den Zeitraum der Errichtung an
- Beschreibung: bauliche und geschichtliche Einzelheiten des Kulturdenkmals, vorzugsweise die Denkmaleigenschaften
- ID: Die ID identifiziert das Kulturdenkmal eindeutig. In Thüringen sind aktuell keine IDs veröffentlicht. In der ID-Spalte kann sich auch folgendes Icon  befinden, dies führt zu Angaben zu diesem Kulturdenkmal bei Wikidata.

## Büchel
Einzeldenkmale
| Bild                           | Bezeichnung            | Lage                  | Datierung | Beschreibung                                                | ID |
| ------------------------------ | ---------------------- | --------------------- | --------- | ----------------------------------------------------------- | -- |
| weitere Bilder Fotos hochladen | Kirche mit Ausstattung | Dorfstraße 52 (Karte) |           | Die St.-Ulrich-Kirche wurde am 31. Oktober 1837 eingeweiht. |    |
| BW                             | ehemaliges Gut         | Dorfstraße 51 (Karte) |           |                                                             |    |

## Quelle
- Landkreis Sömmerda. (Memento vom 1. Februar 2017 im Internet Archive; PDF; 160 kB) landkreis-soemmerda.de, Auszug aus dem Denkmalbuch des Landes Thüringen